# Brasília
Brasília (Portugiesisch [bɾaˈziljɐ]) ist seit dem 21. April 1960 die Hauptstadt Brasiliens. Sie liegt im Distrito Federal do Brasil (Bundesdistrikt), der etwas über 3,05 Millionen Einwohner (2020) auf einer Fläche von 5802 Quadratkilometern hat.
Der Distrito Federal besteht aus einer einzigen Gemeinde (município), Brasília, wobei Gemeinde und Bundesdistrikt rechtlich identisch sind. Der Bundesdistrikt stellt jedoch kein zusammenhängendes Stadtgebiet dar, sondern ist – mit seiner recht geringen Bevölkerungsdichte und den dominierenden Agrarflächen – eher mit einem kleinen Bundesstaat vergleichbar.
Die Kernstadt (Verwaltungsregion Plano Piloto) hatte 205.030 Einwohner (2010) und eine Fläche von 472,12 Quadratkilometern. In der Metropolregion Brasília, die bis in die Bundesstaaten Goiás und Minas Gerais hineinreicht, leben rund 4,29 Millionen Menschen (Schätzung 2016) auf einer Fläche von 55.570 Quadratkilometern.
Das Zentrum von Brasília gehört seit 1987 zum Weltkulturerbe der UNESCO.

## Unterschiedliche Definitionen von Brasília
Der Name Brasília hat unterschiedliche Bedeutungen:
- Von offizieller Seite wird die Bezeichnung Brasília ausschließlich für die Gemeinde gebraucht. Diese ist – ähnlich wie in den USA – identisch zum Bundesbezirk.
- Die 1. Verwaltungsregion des Bundesbezirks: der offizielle Name der 1. der 31 Verwaltungsregionen (regiões administrativas) des Bundesbezirks war bis 1997 Brasília.[5] Die Verwaltungsregion besteht aus der Innenstadt des Plano Piloto sowie Asa Norte (Nordflügel), Asa Sul (Südflügel) und dem größten Teil des Nationalpark Brasília. Seit 1997 wird die Verwaltungsregion offiziell Plano Piloto bezeichnet, um Verwechslung mit der Gemeinde Brasília zu vermeiden. Im allgemeinen Sprachgebrauch hat sich die Bezeichnung Brasília für die 1. Verwaltungsregion jedoch gehalten.
- Der Plano Piloto de Brasília: Weiterhin ist Brasília alles, was im ursprünglichen städtischen Plan (Plano Piloto de Brasília) enthalten war. Das sind drei Verwaltungsregionen: Plano Piloto, Lago Norte (Nord-See) und Lago Sul (Süd-See).
- Plano Piloto de Brasília und unmittelbar angrenzende Siedlungen: Für viele der Einwohner gehören  auch Cruzeiro und Sudoeste/Octogonal zu Brasília. Obwohl diese Orte nicht im ursprünglichen Plan enthalten sind, gehörten sie ursprünglich zur Verwaltungsregion Brasília.

## Geographie

### Geographische Lage
Die Hauptstadt befindet sich auf dem zentralen Hochplateau des Landes in 1172 Metern Höhe nahe der Wasserscheide zwischen den Flüssen, die einerseits nach Norden zum Amazonas und andererseits nach Süden zum Río de la Plata fließen, in der Mitte Brasiliens, aber weit entfernt von den anderen Zentren wie São Paulo (872 km), Rio de Janeiro (930 km), Recife (1653 km) und Belém (1600 km).
Die Metropolregion Brasília (Região Integrada de Desenvolvimento do Distrito Federal e Entorno) hat eine Fläche von 56.433,60 Quadratkilometern und umfasst neben dem Distrito Federal do Brasil 19 Gemeinden im Bundesstaat Goiás (Abadiânia, Água Fria de Goiás, Águas Lindas de Goiás, Alexânia, Cabeceiras, Cidade Ocidental, Cocalzinho de Goiás, Corumbá de Goiás, Cristalina, Formosa, Luziânia, Mimoso de Goiás, Novo Gama, Padre Bernardo, Pirenópolis, Planaltina, Santo Antônio do Descoberto, Valparaíso de Goiás und Vila Boa) sowie zwei Gemeinden im Bundesstaat Minas Gerais (Buritis und Unaí).

### Klima
Brasília liegt in der tropischen Klimazone. Die Jahresdurchschnittstemperatur der Stadt beträgt 20,7 °C, die Jahresniederschlagssumme 1552 mm. Die monatlichen Durchschnittswerte der Temperatur unterscheiden sich kaum. So beträgt der Mittelwert für den wärmsten Monat September 21,7 °C und der Durchschnittswert für den kältesten Monat Juli 18,5 °C. Die Unterschiede zwischen den Höchstwerten am Tag und den Tiefstwerten in der Nacht betragen im Monatsmittel jedoch bis zu 10 °C, so dass die Nächte im Juni/Juli durchaus als kühl empfunden werden können.
Der meiste Niederschlag fällt während der Regenzeit zwischen Oktober und April mit etwa 100 bis knapp über 200 mm im Monatsmittel, der wenigste in der Trockenzeit zwischen Mai und September mit unter 50 mm im monatlichen Durchschnitt.
|                       | Jan   | Feb   | Mär   | Apr   | Mai  | Jun  | Jul  | Aug  | Sep  | Okt   | Nov   | Dez   |   |         |
| Mittl. Tagesmax. (°C) | 26,9  | 26,7  | 27,1  | 26,6  | 25,7 | 25,2 | 25,1 | 27,3 | 28,3 | 27,5  | 26,6  | 26,2  | ⌀ | 26,6    |
| Mittl. Tagesmin. (°C) | 17,4  | 17,4  | 17,5  | 16,8  | 15,0 | 13,3 | 12,9 | 14,6 | 16,0 | 17,4  | 17,5  | 17,5  | ⌀ | 16,1    |
|                       |       |       |       |       |      |      |      |      |      |       |       |       |   |         |
| Niederschlag (mm)     | 241,4 | 214,7 | 188,9 | 123,8 | 39,3 | 8,8  | 11,8 | 12,8 | 51,9 | 172,1 | 238,0 | 248,6 | Σ | 1.552,1 |
|                       |       |       |       |       |      |      |      |      |      |       |       |       |   |         |
| Sonnenstunden (h/d)   | 5,1   | 5,6   | 5,8   | 6,7   | 7,6  | 8,4  | 8,6  | 8,5  | 6,8  | 5,4   | 4,8   | 4,5   | ⌀ | 6,5     |
|                       |       |       |       |       |      |      |      |      |      |       |       |       |   |         |
| Regentage (d)         | 19    | 16    | 16    | 9     | 5    | 3    | 3    | 4    | 6    | 14    | 18    | 20    | Σ | 133     |
|                       |       |       |       |       |      |      |      |      |      |       |       |       |   |         |
| Luftfeuchtigkeit (%)  | 76    | 77    | 76    | 75    | 68   | 61   | 56   | 49   | 53   | 66    | 75    | 79    | ⌀ | 67,5    |

| 17,4 |

| 17,4 |

| 17,5 |

| 16,8 |

| 15,0 |

| 13,3 |

| 12,9 |

| 14,6 |

| 16,0 |

| 17,4 |

| 17,5 |

| 17,5 |

| 17,4 |

| 17,4 |

| 17,5 |

| 16,8 |

| 15,0 |

| 13,3 |

| 12,9 |

| 14,6 |

| 16,0 |

| 17,4 |

| 17,5 |

| 17,5 |

## Geschichte

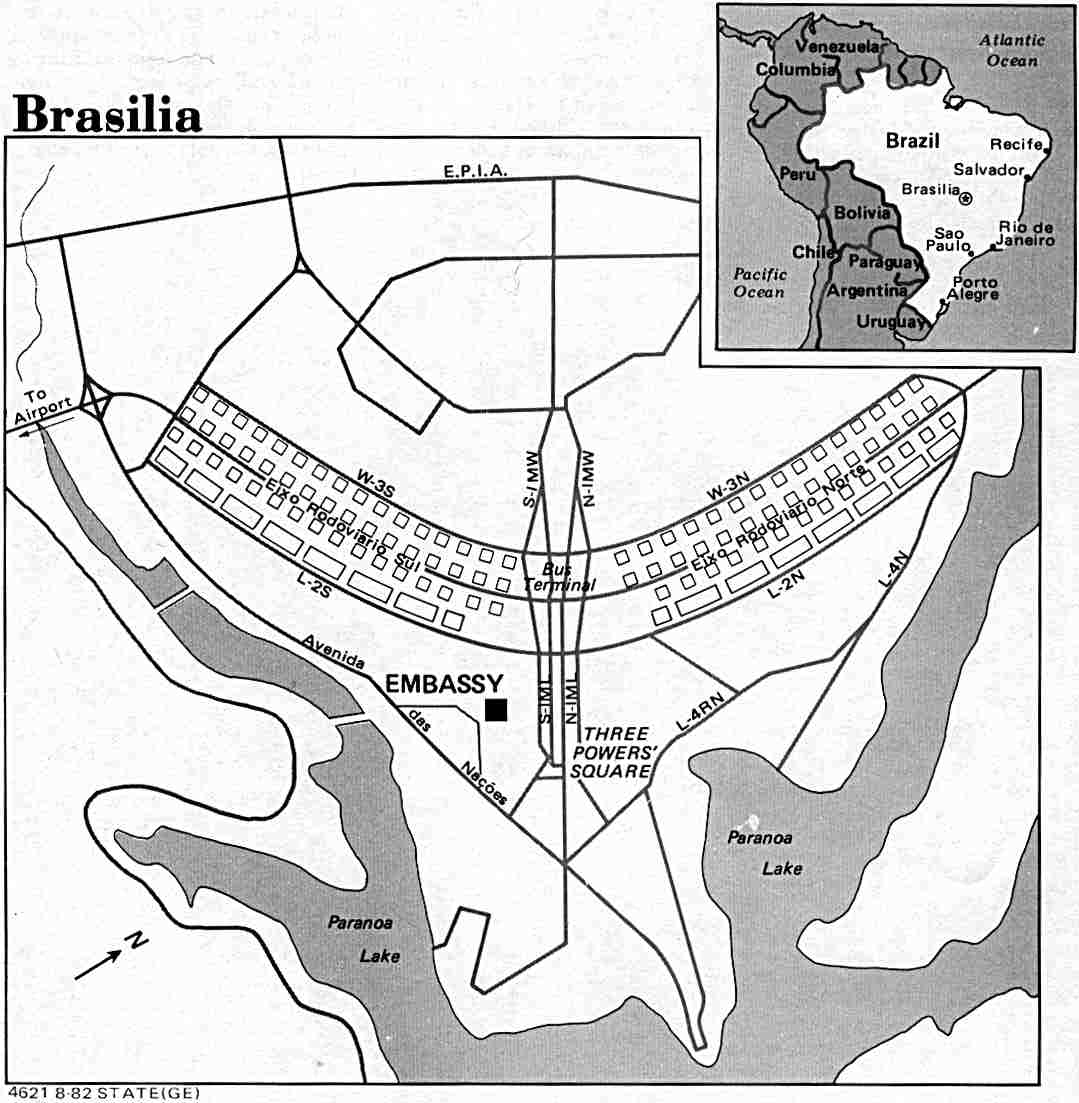
Plano Piloto, der Leitplan für Brasília. Nord bei 14 Uhr.

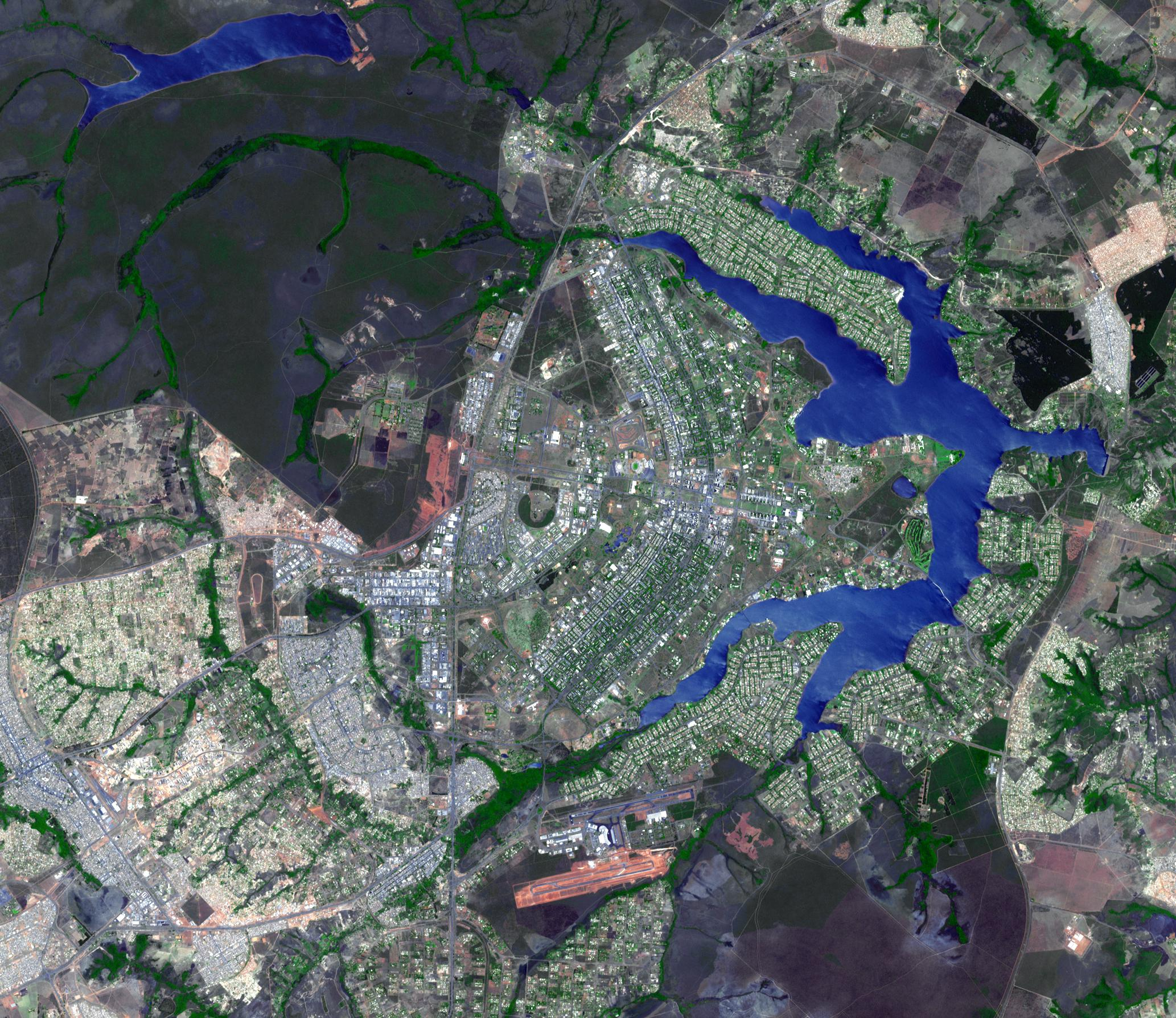
Brasília aus dem Weltall aufgenommen vom Satelliten Terra. Nord bei 11 Uhr.

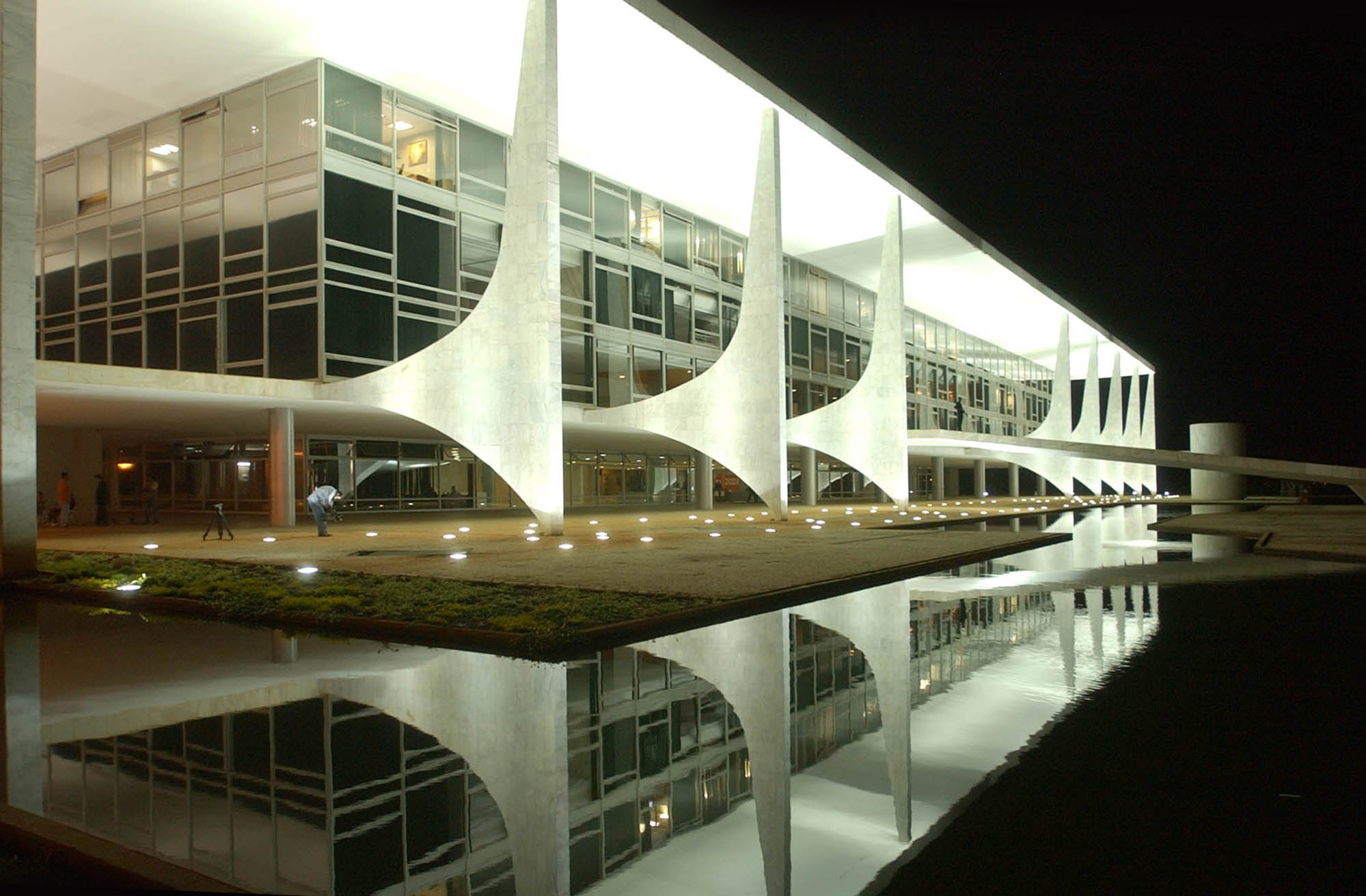
Palácio do Planalto

Ursprünglich war das heutige Salvador da Bahia die Hauptstadt von Brasilien – seit der Stadtgründung im Jahr 1549 und für mehr als 200 Jahre. 1763 wurde Rio de Janeiro die Hauptstadt und behielt diesen Status fast 200 Jahre lang.

### Planung
1891 wurde der Beschluss, eine neue Hauptstadt für Brasilien zu bauen, in der Verfassung verankert. Anlass war der Wunsch nach einer neutralen föderalen Hauptstadt. Durch die Lage nahe dem geografischen Zentrum des brasilianischen Staatsgebiets sollte zudem die Entwicklung der Infrastruktur des Binnenlandes gefördert werden.
1893 grenzte man ein 14.400 Quadratkilometer großes Gebiet für die künftige Hauptstadt ab. Am 7. September 1922 fand die Grundsteinlegung für Brasília in der Nähe der Stadt Planaltina statt. Der weitere Ausbau der Stadt wurde durch den Präsidenten Getúlio Vargas (1930–1954) angeordnet.
Im Jahr 1956 befand sich die Gegend noch weitab von der Zivilisation. Die Stadt Belém liegt 1600 Kilometer entfernt und Rio de Janeiro 930 Kilometer. Die nächste Eisenbahnstation lag 125 Kilometer weg, der nächste Flugplatz 190 Kilometer und die nächste befestigte Straße 640 Kilometer. Sand und Kies waren zwar verfügbar, aber Bauholz musste aus 1200 Kilometern und Baustahl aus 1600 Kilometern Entfernung geholt werden.
Verantwortlicher Stadtplaner war Lúcio Costa. Der Architekt Oscar Niemeyer trug als Chef des staatlichen Bauamtes die Verantwortung für das Projekt Brasília und entwarf die öffentlichen Gebäude.
Als Grundriss für die Stadt wurde die Form eines Kreuzes gewählt, das als Symbol der Landmarkierung auf einer Landkarte gesehen werden sollte, dessen eine Achse wegen der landschaftlichen Gegebenheiten gebogen wurde. Sie wird architektonisch von der Kathedrale und dem Parlamentsgebäude geprägt. Die Unterlagen Costas zum städtebaulichen Wettbewerb trugen damals den Namen Plano Piloto, was in etwa mit „Leitplan“ zu übersetzen ist, da Costa kaum die geforderten Unterlagen wie beispielsweise Bedarfsberechnungen beibrachte, sondern lediglich eine Grundidee darlegte. Wegen der Ähnlichkeit der Stadtanlage mit dem Umriss eines Flugzeugs und der Bezeichnung Plano Piloto wird vielfach fälschlicherweise davon ausgegangen, dass der Plan auf die Darstellung eines Flugzeugs zurückgeht.

### Umsetzung
Mit der Umgestaltung wurde am 22. Oktober 1956 begonnen. Als erstes Gebäude wurde ein provisorischer Präsidentenpalast gebaut (der Catetinho). Bereits am 21. April 1960 war die Planhauptstadt weitgehend fertiggestellt und wurde von Präsident Juscelino Kubitschek eingeweiht. Brasília löste damit Rio de Janeiro als neue Hauptstadt des Landes ab.
Zunächst wurden die Ministerien errichtet. Dann sollten andere zentrale Institutionen übersiedeln. Die Angehörigen der alten Familien, die seit Generationen in Rio de Janeiro wohnten, widersetzten sich jedoch dem Umzug nach Brasília. Die Regierung setzte deshalb den 7. September 1972 als Datum fest, bis zu dem jeder Staatsbeamte bei Strafe des Verlustes seiner Stellung und jeder Diplomat bei Androhung des Verlustes seiner Immunität in Brasília Wohnung zu nehmen hatte. Dies führte im letzten Augenblick zu einem Wettrennen um die wenigen leeren Wohnungen.
Am 21. April 1962 wurde die Universität Brasília eröffnet. 1967 wurde der Fernsehturm Brasília fertiggestellt, 1977 das Postamt, 1978 der Stadtpark und 1981 die Zentralbank. Am 31. Mai 1970 wurde nach zwölf Jahren Aufbau die Kathedrale eingeweiht.
Seit 1987 steht das Stadtzentrum von Brasília auf der UNESCO-Liste des Weltkulturerbes. 1992 ist mit dem Bau der Metrô Brasília begonnen worden und am 31. März 2001 konnte der erste Streckenabschnitt offiziell eingeweiht werden. Im März 2008 wurde der Stadt der Titel der Kulturhauptstadt Amerikas 2008 verliehen.
Die Erbauer Brasílias werden als Candangos bezeichnet.

### Einwohnerentwicklung
Die Verwaltungsregion Plano Piloto ist mit 205.030 Einwohnern (2008) und einer Fläche von 472,12 Quadratkilometer hinter Ceilândia (361.601 Einwohner), Taguatinga (274.221 Einwohner) und Planaltina (217.086 Einwohner) nur die viertgrößte im Bundesdistrikt. Die meisten Bewohner leben in den Vorstädten und ländlichen Regionen außerhalb der Kernstadt.
Die Bevölkerungsentwicklung des Distrito Federal do Brasil nahm in den letzten fünf Jahrzehnten eine rasante Entwicklung. Lebten 1950 erst 36.000 Menschen dort, waren es mit geschätzten 3,039 Millionen im Jahre 2017 fast 85-mal soviel. Der Bundesdistrikt hat eine Fläche von 5802 Quadratkilometern. Er ist somit etwas kleiner als der Kanton Bern und mehr als doppelt so groß wie das Saarland. Er hat eine Bevölkerungsdichte von 508 Einwohnern je Quadratkilometer.
Die folgende Übersicht zeigt die Entwicklung der Einwohnerzahlen nach dem jeweiligen Gebietsstand. Der Rückgang der Bevölkerung in der Verwaltungsregion Plano Piloto um über 180.000 Menschen zwischen 1985 und 1991 ist auf administrative Maßnahmen und Zwangsumsiedlungen von Menschen mit niedrigem oder keinem Einkommen in die Satellitenstädte in der Umgebung der Kernstadt zurückzuführen.
| Jahr | Einwohner | Jahr | Einwohner |
| ---- | --------- | ---- | --------- |
| 1959 | 28.020    | 1985 | 396.207   |
| 1960 | 68.665    | 1991 | 213.760   |
| 1964 | 90.582    | 1996 | 199.020   |
| 1970 | 156.668   | 2000 | 198.422   |
| 1975 | 202.775   | 2005 | 199.062   |
| 1977 | 236.411   | 2008 | 205.030   |
| 1980 | 316.058   | 2010 | 204.835   |

| Jahr | Einwohner | Jahr | Einwohner |
| ---- | --------- | ---- | --------- |
| 1950 | 36.000    | 1996 | 1.821.946 |
| 1960 | 140.165   | 2000 | 2.051.146 |
| 1970 | 537.492   | 2007 | 2.455.903 |
| 1980 | 1.176.935 | 2010 | 2.570.160 |
| 1991 | 1.601.094 | 2012 | 2.946.635 |
|      |           | 2017 | 3.039.444 |
|      |           | 2020 | 3.055.149 |

### Entwicklung der Wohnsituation
In der Verwaltungsregion Plano Piloto leben heute vor allem Menschen der Mittel- und Oberschicht. Für die Arbeiter, die überwiegend aus dem Nordosten des Landes kamen und die Hauptstadt aufgebaut haben, war in der Planung kein Platz vorgesehen. Der größte Teil von ihnen lebt heute in den Satellitenstädten rund um die Kernstadt. Die Industrie, für die große Areale des Bundesdistriktes freigehalten worden waren, hat sich nicht angesiedelt.
Hohe Arbeitslosigkeit und deren soziale Begleiterscheinungen wie hoher Alkohol- und Drogenkonsum sowie ansteigende Kriminalitätsraten prägen das Bild der Vorstädte. Die Lebensqualität in Brasília mit Grünflächen, Versorgungseinrichtungen und guter Infrastruktur ist für die dort lebenden Menschen im Vergleich zu anderen Städten des Landes hoch. In einer Rangliste der Städte nach ihrer Lebensqualität belegte Brasília im Jahre 2018 den 108. Platz unter 231 untersuchten Städten weltweit. Die Stadt lag damit deutlich vor Rio de Janeiro (Platz 118), São Paulo (Platz 122) und Manaus (Platz 127).

## Kultur und Sehenswürdigkeiten

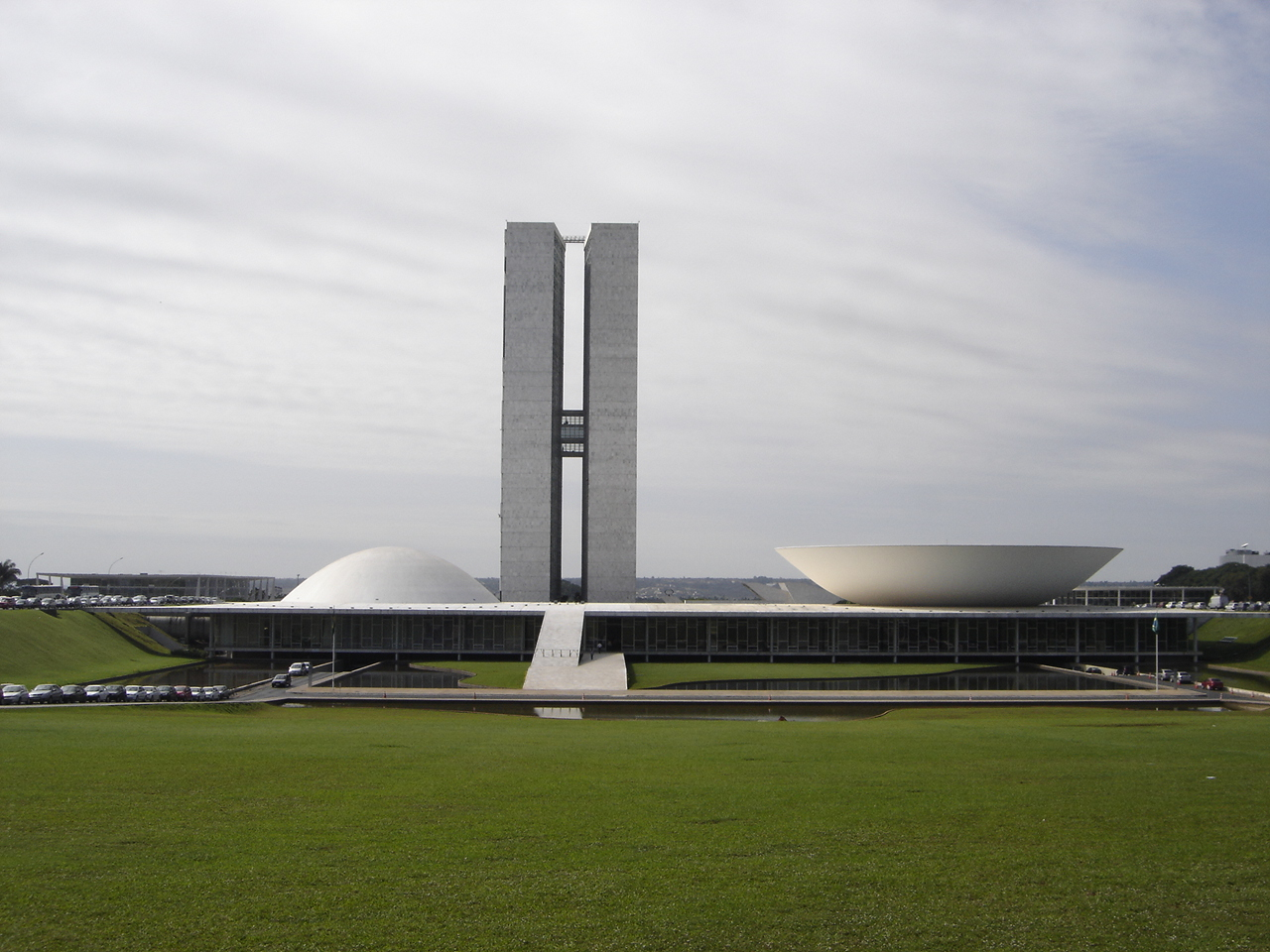
Kongressgebäude Congresso Nacional (Architekt: Oscar Niemeyer)

Schutzpatron der Stadt ist Johannes Bosco (portugiesisch Dom João Belchior Bosco). Don Bosco hat in einer Prophezeiung am 30. August 1883 von einem „gelobten Land, in dem Milch und Honig fließen werden“ als Quelle einer neuen Zivilisation gesprochen und auch Koordinaten „zwischen den Parallelen 15 und 20“ erwähnt. Darauf nahmen die Gründer der neuen Hauptstadt Brasiliens Bezug.
Der Architekt Lúcio Costa sagte 1968 über Brasília:

„Alles ist monumental, menschlich, einfach, grandios, asketisch in der Reinheit seiner Formen, die auf das Nötigste reduziert wurden.“

Vieles erinnert an Frank Lloyd Wrights Pläne einer „Lebendigen Stadt“. Anfang des 21. Jahrhunderts ist die Hauptstadt von sozialer und residenzieller Segregation geprägt. Deshalb meinte Oscar Niemeyer 2001 in einem Interview: 

„Dieses Experiment war nicht erfolgreich.“

Aufgrund seiner Bedeutung für die Architekturgeschichte gehört das Zentrum von Brasília seit 1987 zum Weltkulturerbe der UNESCO. Zu seiner Entstehungszeit war Brasília ein gepriesenes Modell der architektonischen Moderne. Diese Euphorie hat sich längst gelegt, und heute zeigen sich an vielen Stellen Spuren des Verfalls.
Einen Überblick über die futuristische Hauptstadt gewinnt man von der Aussichtsplattform des 218 Meter hohen Fernsehturms, dem höchsten Bauwerk der Stadt. Er steht an der Monumentalachse, in der Nähe des alten Busbahnhofes, dort, wo sich Rumpf und Flügel treffen.
Östlich davon wird die Achse von zwei schlanken Türmen des Parlamentsgebäudes und dem See begrenzt. Westlich davon steht das 1981 fertiggestellte Kubitschek-Denkmal. Im Norden und Süden liegen die Wohnbezirke, Hotels und Einkaufszentren. Etwas außerhalb der dicht bebauten Nord- und Südflügel befinden sich das Sportstadion Estádio Nacional de Brasília Mané Garrincha, das meteorologische Observatorium, das Autódromo Internacional Nelson Piquet, der Campingplatz und der Tierfriedhof.
Die Monumentalachse vom Fernsehturm Brasília bis zur Praça dos Três Poderes ist zu Fuß begehbar. Hinter dem alten Busbahnhof steht links das Nationaltheater und auf der rechten Seite die Kathedrale von Brasília (pt. Catedral Metropolitana Nossa Senhora Aparecida nach der Basilika in Aparecida; siehe auch Erzbistum Brasília).
Die Esplanada dos Ministérios, die Straße der Ministerien, beginnt hinter der Kathedrale. Der Palácio do Itamaraty spiegelt sich in dem das Gebäude umgebenden Wasserbecken.
Das Parlament, der Congresso Nacional, steht am Ende der Monumentalachse. Auf der anderen Seite, am Praça dos Três Poderes, befinden sich der Präsidentenpalast, der Oberste Gerichtshof und seit 1986 das Panteão da Pátria e da Liberdade Tancredo Neves – ein Denkmal zu Ehren der Nationalhelden Brasiliens. Auf der linken Seite des Platzes liegt der Amtssitz des Präsidenten, der Palácio do Planalto.
Nahe dem Fernsehturm steht in einem Wohngebiet die Kirche Santuário Dom Bosco, die den Stadtheiligen ehrt, wie auch Niemeyers Kapelle Ermida Dom Bosco am Lago Sul.

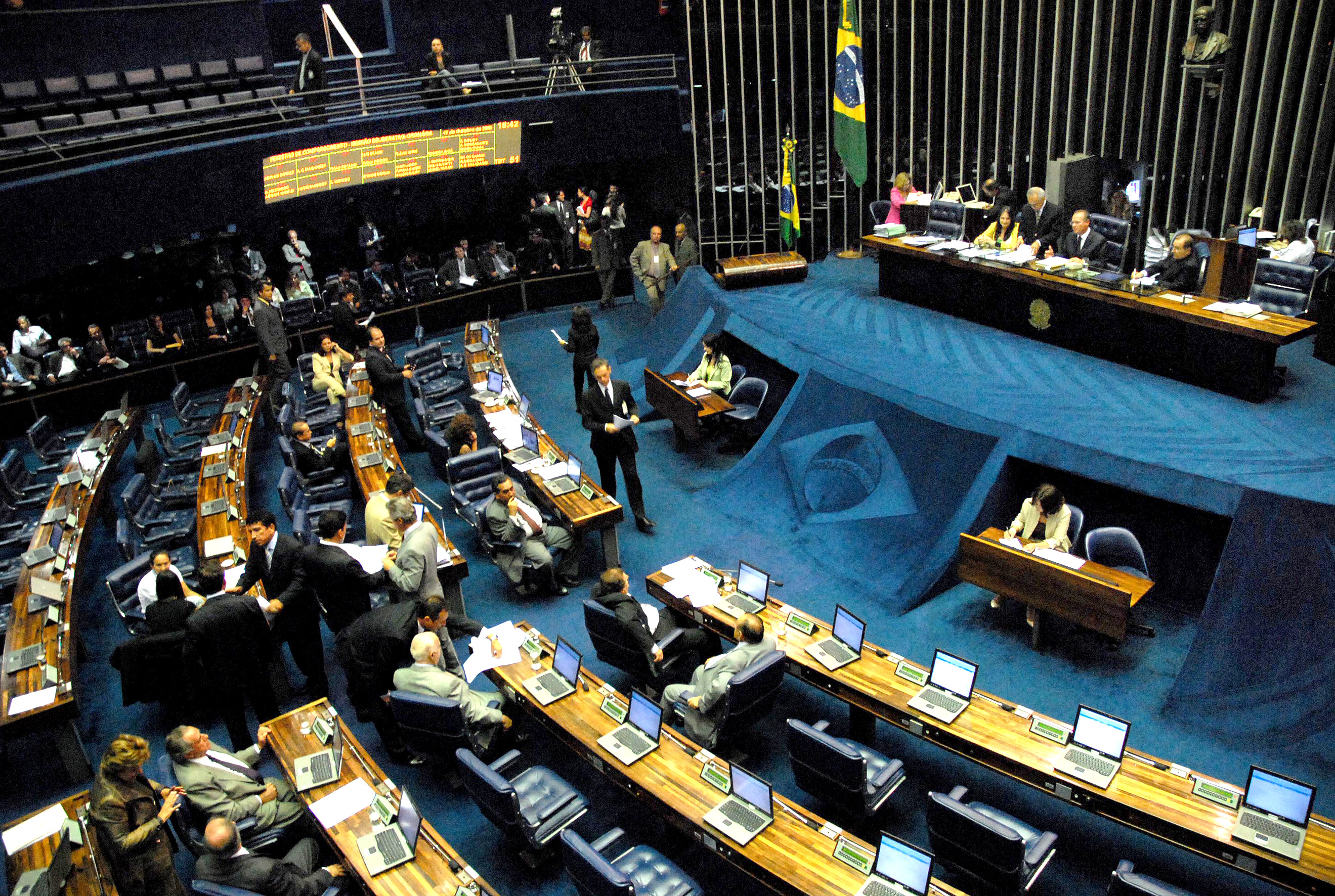
Plenarsaal des Senats
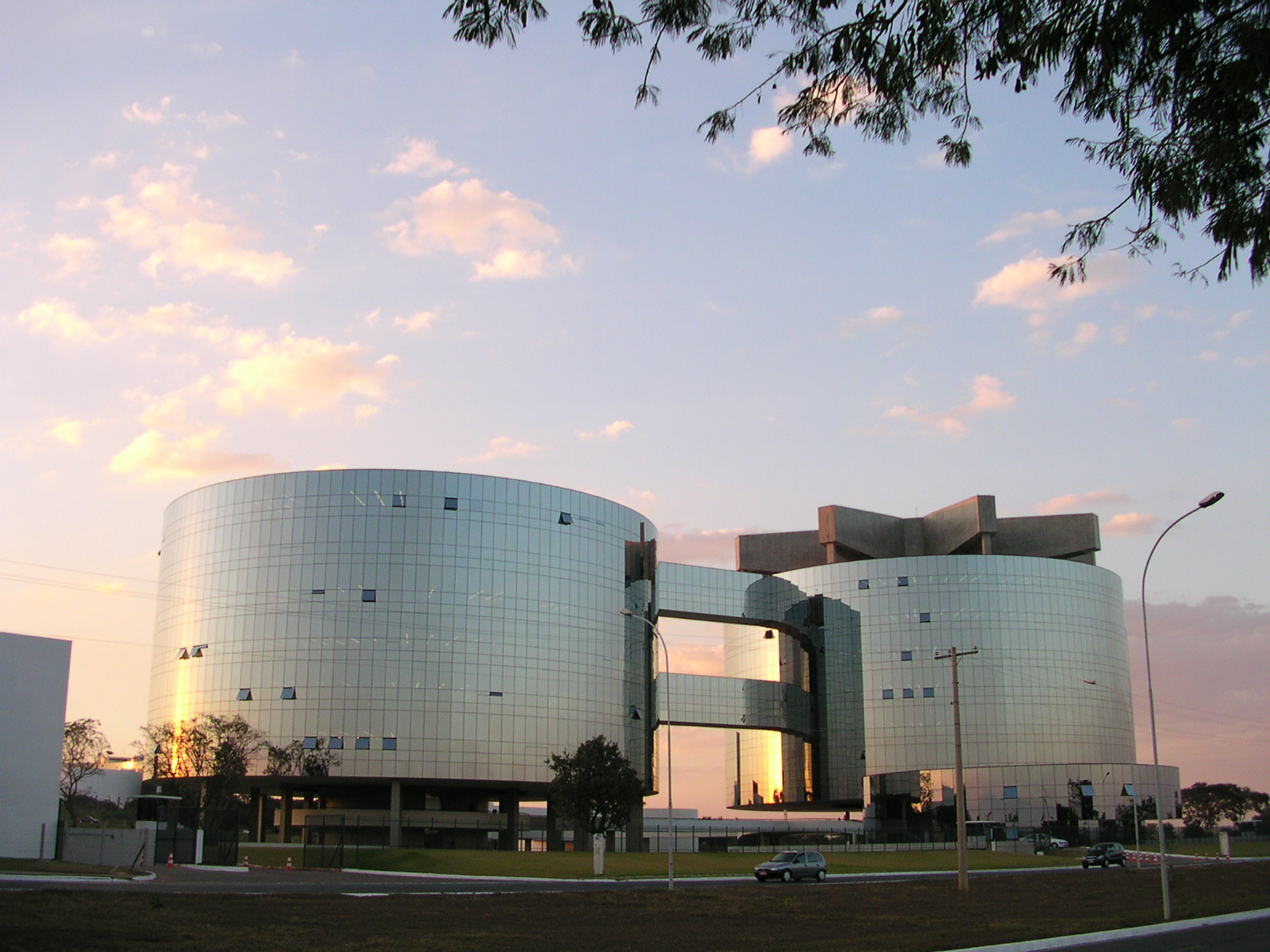
Gebäude der Generalstaatsanwaltschaft von Brasilien
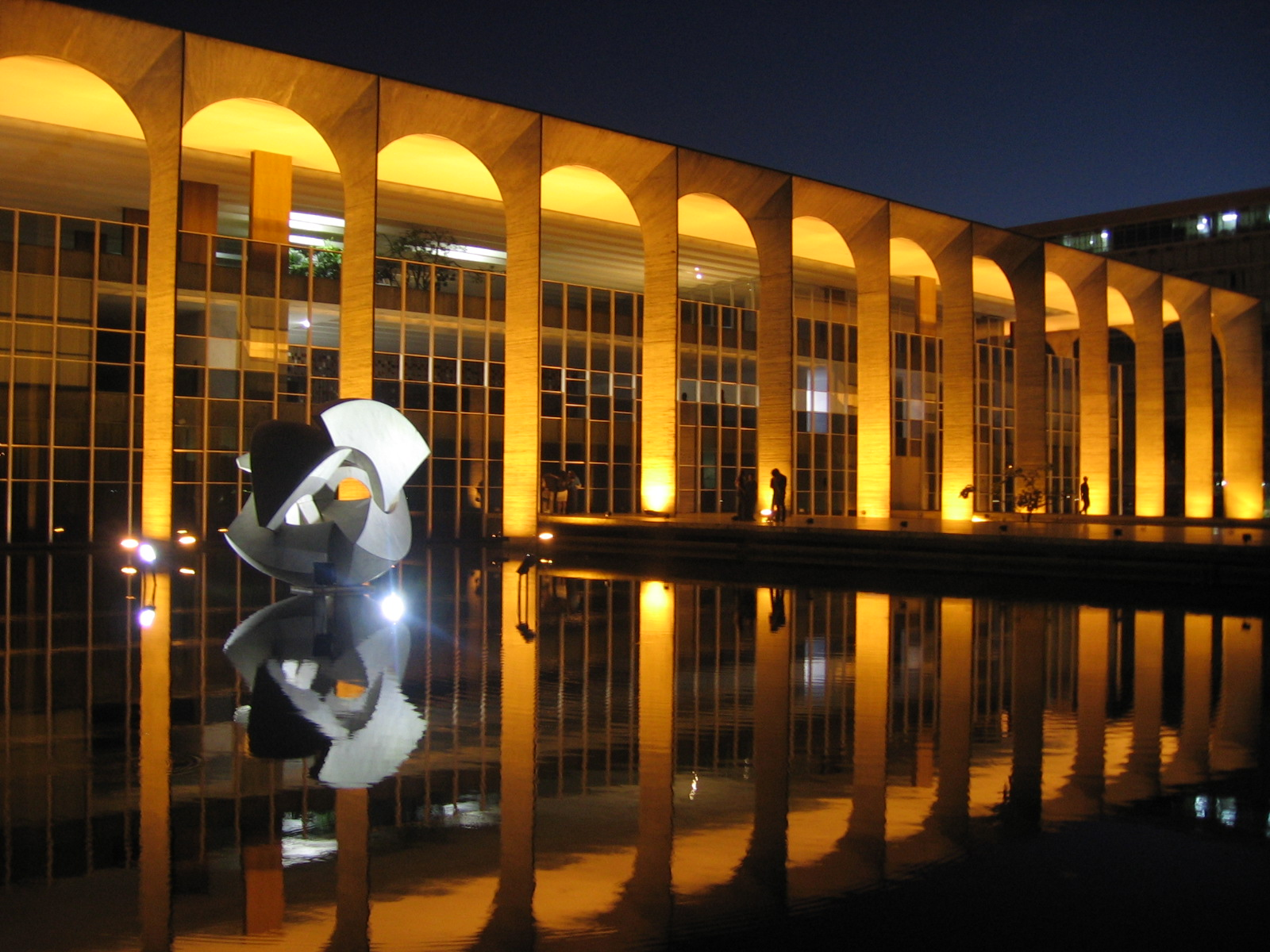
Palácio dos Arcos
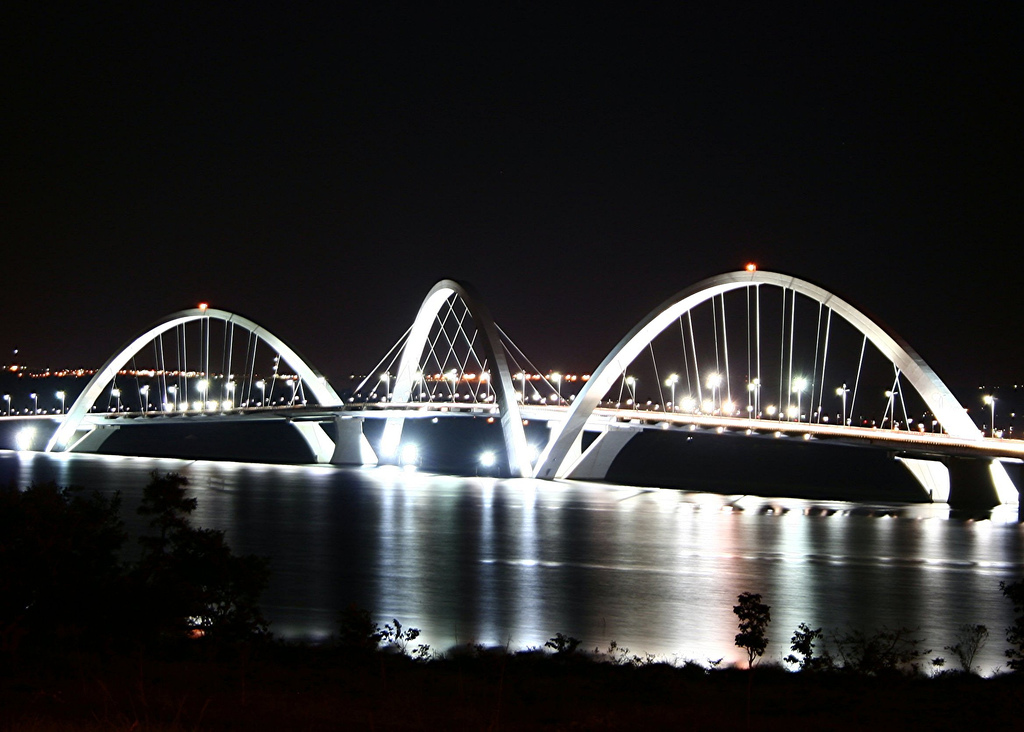
Kubitschek-Brücke
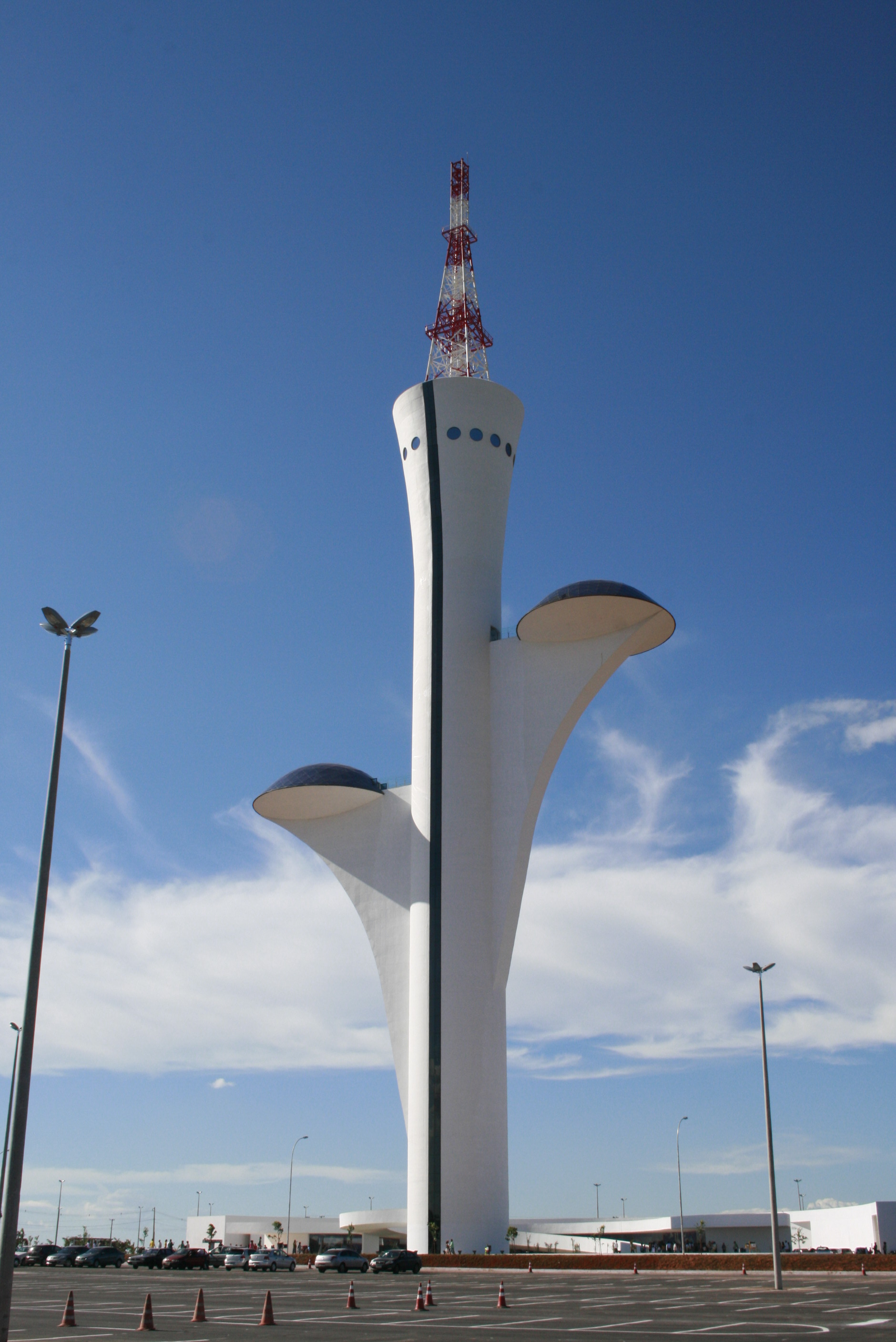
Neuer Fernsehturm
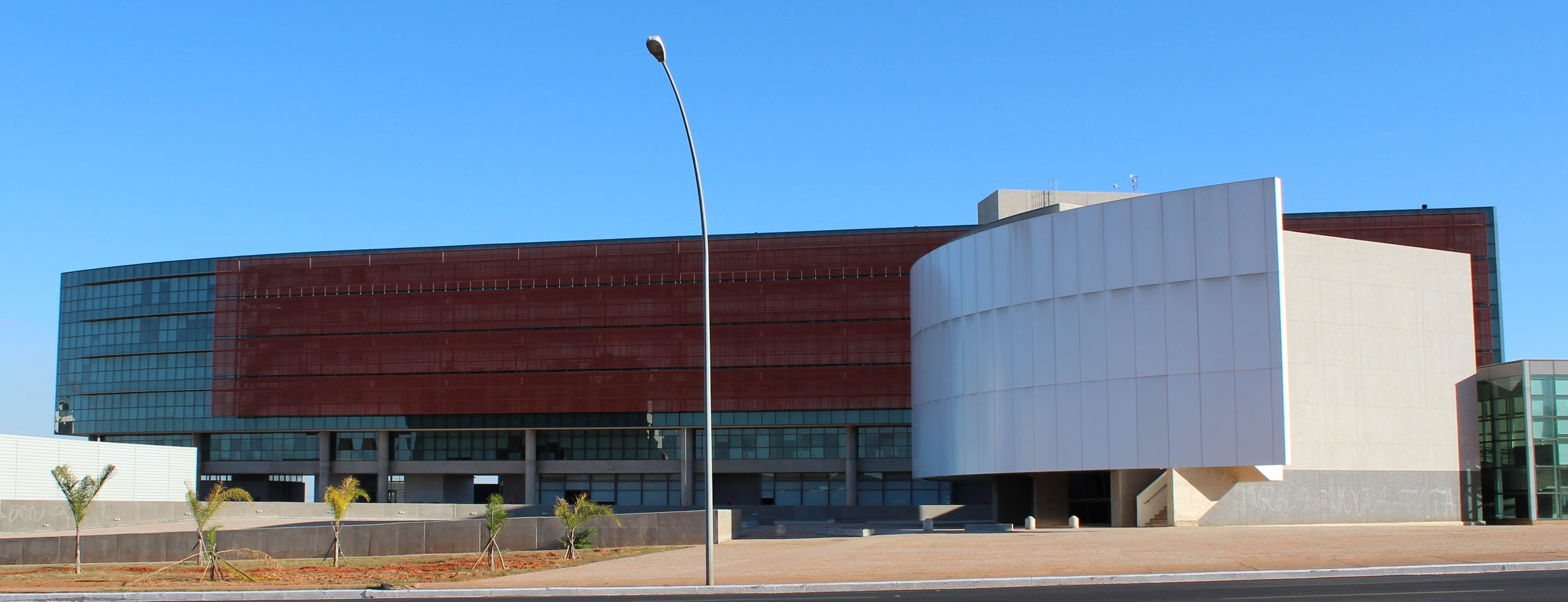
Gebäude der Gesetzgebenden Versammlung des Bundesdistrikts

## Parks und Natur
- Stadtpark Parque da Cidade Dona Sarah Kubitschek
- Parque Olhos D'Água in Asa Norte
- Jardim Botânico de Brasília
- Nationalpark Brasília

## Wirtschaft und Infrastruktur

### Wirtschaft
Laut einer Studie aus dem Jahr 2014 erwirtschafte der Großraum Brasília ein Bruttoinlandsprodukt von rund 141,9 Milliarden US-Dollar (KKB). In der Rangliste der wirtschaftsstärksten Metropolregionen weltweit belegte er damit den 92. Platz. Das BIP pro Kopf betrug 35.689 US-Dollar, womit Brasília die reichste Großstadt in Brasilien ist. Die größte Bank Brasiliens, die Banco do Brasil, hat ihren Hauptsitz in Brasília.

### Verkehr

#### Metrô Brasília
Der Bau der Metrô Brasília wurde 1992 begonnen, sie wurde 2001 eröffnet und besteht aus zwei Strecken (Linha laranja, deutsch: Orangefarbene Linie und Linha verde, deutsch: Grüne Linie), die zusammen in Form eines Ypsilons den Busbahnhof im Zentrum mit den Vorstädten verbinden.
Das Netz ist ca. 45 Kilometer lang und umfasst gegenwärtig 30 Stationen. Die U-Bahn verbindet jedoch nur die südlichen Vorstädte mit der Kernstadt. Eine nördliche Verbindung ist zwar vorgesehen, wurde aber bislang noch nicht in Angriff genommen.

#### Flughafen

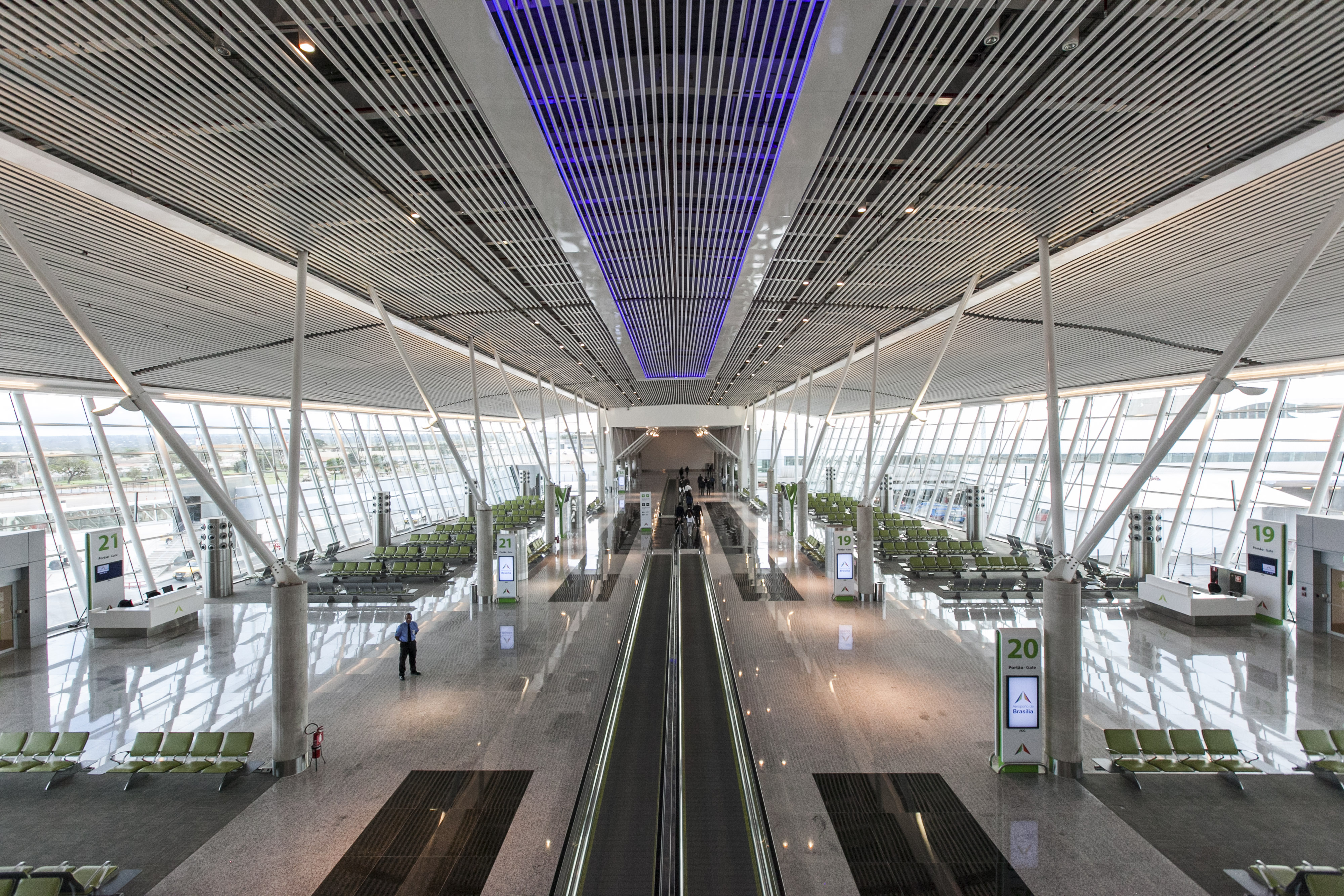
Flughafen

Der internationale Flughafen (portugiesisch: Aeroporto Internacional de Brasília – Presidente Juscelino Kubitschek; IATA-Kürzel: BSB, ICAO: SBBR) hatte im Jahr 2006 rund 9,7 Millionen Passagiere.

#### Straßenverkehr

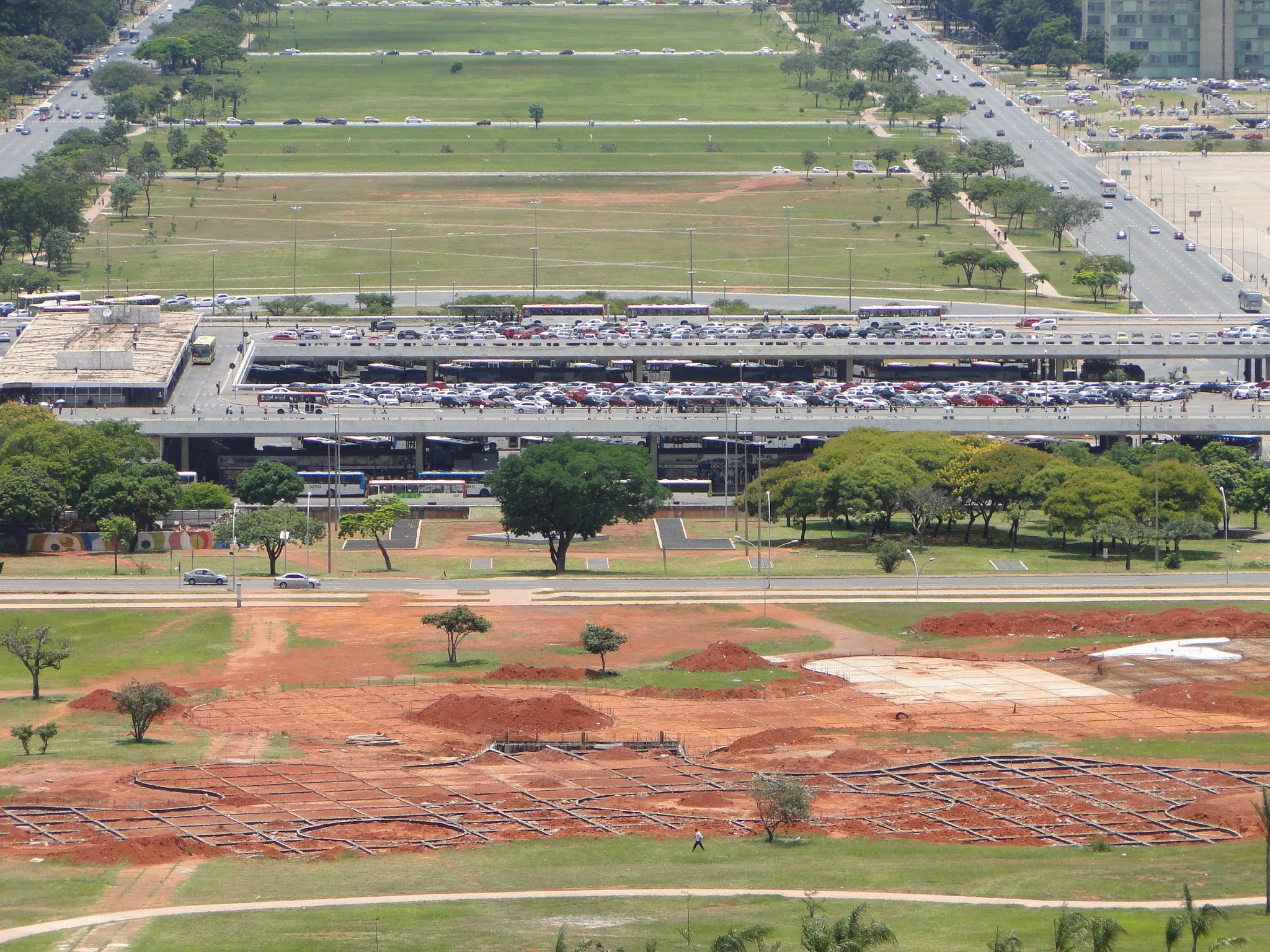
Zentraler Omnibusbahnhof

Beim Bau der Hauptstadt wurde in großen Dimensionen gedacht, und dementsprechend wurden auch große Autostraßen konzipiert. Entsprechend der Charta von Athen, die modernes Wohnen, Arbeiten und Freizeitaktivitäten unter größtmöglicher Zeitersparnis kombinieren wollte, wurden Fußgänger nicht berücksichtigt. Mit Autos in Tiefgaragen unter allen wichtigen Gebäuden sollten die Einwohner auf schnellstem Wege miteinander verbunden werden.
Siehe auch: Eixo Monumental, Juscelino-Kubitschek-Brücke

### Partnerschaften
Brasília unterhält mit vielen Städten Städtepartnerschaften, darunter:
- Abuja, Nigeria
- Amsterdam, Niederlande
- Barcelona, Spanien
- Berlin, Deutschland
- Bogotá, Kolumbien
- Boston, Vereinigte Staaten
- Buenos Aires, Argentinien
- Canberra, Australien
- Chaoyang, Bezirk in Peking, Volksrepublik China
- Diamantina (Minas Gerais), Brasilien
- Doha, Katar
- Guadalajara, Mexiko
- Lima, Peru[14]
- Lissabon, Portugal
- Luxor, Ägypten[15]
- Montevideo, Uruguay
- Rom, Italien
- Santiago de Chile, Chile
- Washington, D.C., Vereinigte Staaten[16]
- Wien, Österreich
- Xi’an, Volksrepublik China[17]

## Bildung
In Brasília gibt es derzeit mehr als 114 Hochschulen, die vom MEC (Ministerium für Bildung) anerkannt sind.

## Filme
- Brasília. Pilotplan zur Moderne. Fernseh-Dokumentation, Deutschland, 1995, 13:55 Minuten, Buch und Regie: Jens Dücker, Produktion: SWF, Reihe: Schätze der Welt, Folge 33 vom 31. März 1996 mit Online-Video.
- Brasília – Utopie der Moderne. Dokumentarfilm, Deutschland, 2007, 26 Minuten, Buch und Regie: Christoph Schaub, Produktion: AVE, Schweizer Fernsehen, Bayerisches Fernsehen, arte, Inhaltsangabe von 3sat mit Archivaufnahmen.
- Abenteuer in Rio. Spielfilm, Frankreich/Italien 1964, die Handlung spielt zum Teil in der noch jungen Stadt Brasília.